# Heikki Siren

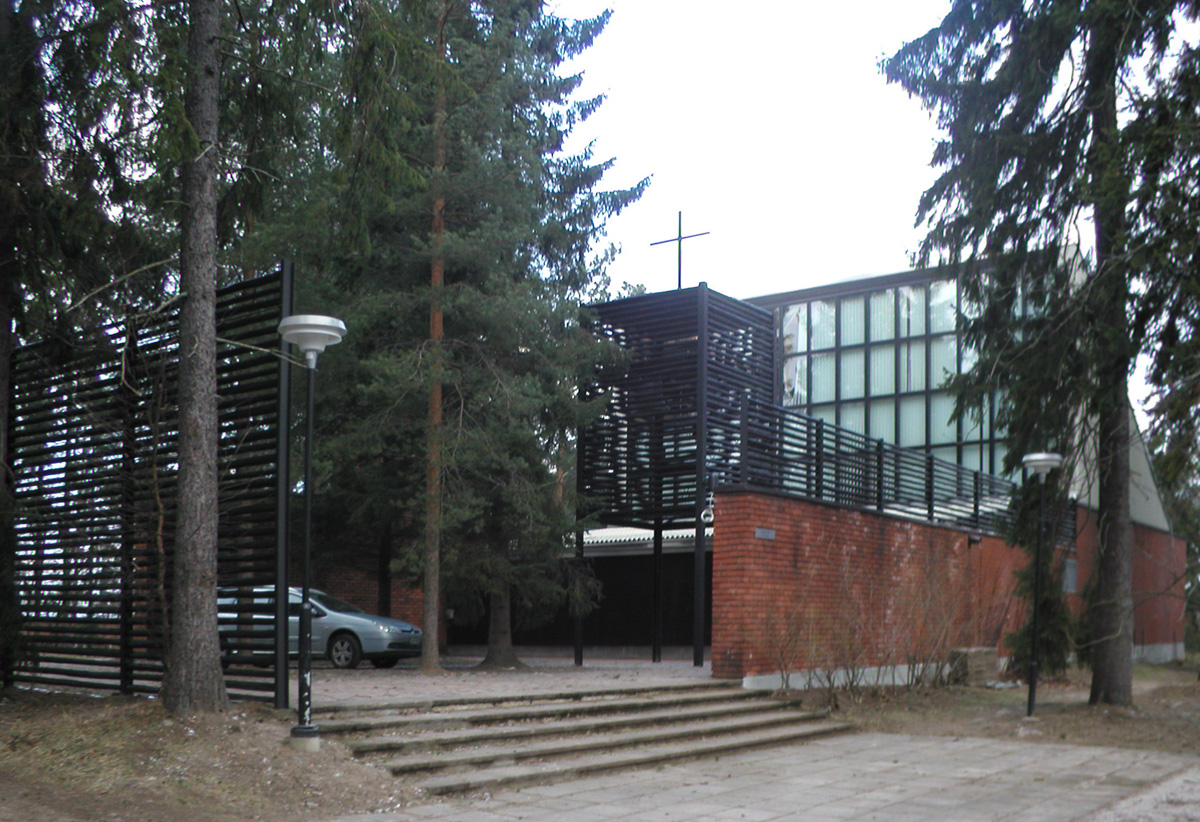
Capilla Otaniemi

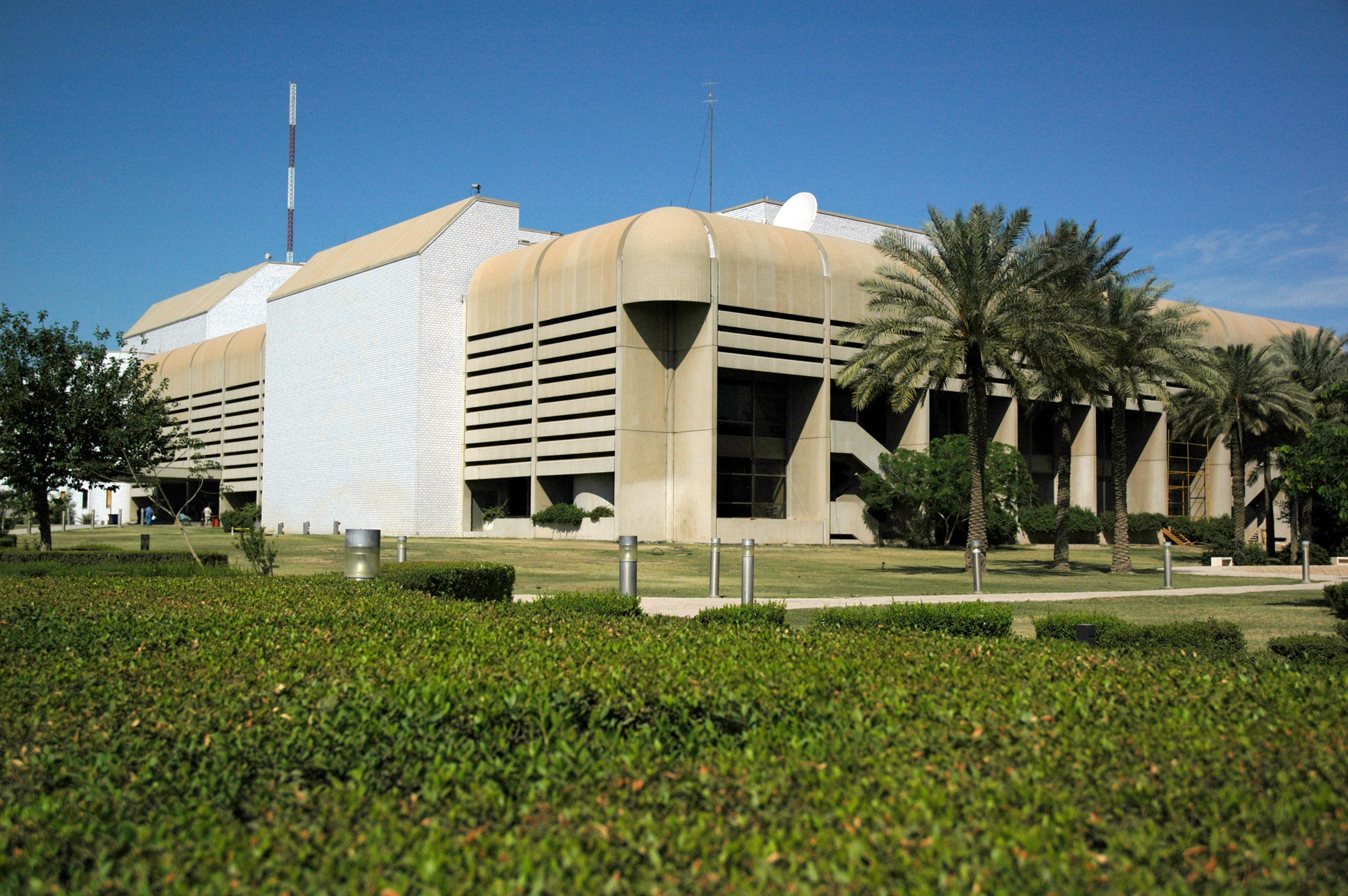
Centro de Convenciones de Bagdad

Heikki Siren (Helsinki, 5 de octubre de 1918 – Helsinki, 25 de febrero de 2013) fue un arquitecto finlandés. Se graduó en la Universidad Politécnica de Helsinki en 1946 como estrudiante de su padre J. S. Sirén. Heikki Siren diseñó muchos de sus edificios junto a su mujer Kaija Siren. En 1944 se casaron y fundaron en 1949 su propia oficina de arquitectura en la que trabajaron toda su vida.

## Trabajos destacados
- Pequeño escenario del Teatro nacional de Finlandia, Helsinki, 1954
- Capilla Otaniemi, Espoo, 1956
- Oficinas Municipales de Kallio, Helsinki, 1965
- Ympyrätalo, Helsinki, 1968
- Brucknerhaus, Linz, 1973
- Graniittitalo, Helsinki, 1982
- Centro de Convenciones de Bagdad, Bagdad, 1983